# Draba arauquensis
Draba arauquensis är en korsblommig växtart som beskrevs av Santana. Draba arauquensis ingår i släktet drabor, och familjen korsblommiga växter. Inga underarter finns listade i Catalogue of Life.